# 経済情報学部
経済情報学部（けいざいじょうほうがくぶ）は、経済学と情報学の分野を学際的に学び研究する大学の学部である。

## 解説
日本ではIT化が声高に叫ばれた1990年代後半以降、企業経営においてもコンピュータの導入が図られ、情報化が進展した。 このような状況の中、企業経営にどのように情報機器を導入し効率的に運用していくかといった知識を有する人材が求められ、経済情報学部や経営情報学部が設立されるようになった。
なお、大学によって、経済情報に重点を置くものと情報学に重点を置くものとがある。
全国で最初に創られた「経済情報」を冠する学部は姫路獨協大学である。1990年4月に設立された。

## 経済情報学部／科を持つ日本の大学
- 国公立
  - 尾道市立大学
  - 鹿児島大学　法文学部経済情報学科

- 私立
  - 姫路獨協大学
  - 兵庫大学
  - 岐阜聖徳学園大学
  - 東日本国際大学
  - 流通科学大学　経済学部経済情報学科
  - 広島修道大学　経済科学部経済情報科
  - 金沢学院大学